# Joe (2013)
Joe is een Amerikaanse dramafilm uit 2013 geregisseerd door David Gordon Green. De hoofdrollen werden gespeeld door Nicolas Cage, Tye Sheridan en Ronnie Gene Blevins. De film is een bewerking van Larry Browns gelijknamige roman uit 1991. Joe ging in première op het Filmfestival van Venetië in 2013.

## Verhaal
Een ex-bajesklant ontmoet een 15-jarige jongen en als zeer onwaarschijnlijk rolmodel wordt hij geconfronteerd met de keus tussen verlossing of mislukking.

## Gary Poulter
Acteur Gary Poulter werd in september 2013, nog voordat de film uitgebracht was, dood aangetroffen in een ondiepe poel. Poulter speelde een alcoholische vader in de film; hij was een dakloze, alcoholist en al ernstig ziek. Criticus Peter Sobczynski noemde Poulters spel "schitterend" en "een van de grote eenmalige prestaties in de geschiedenis van de film".